# Hydromys hussoni
Hydromys hussoni és una espècie de mamífer rosegador de la família dels múrids. És endèmica d'Indonèsia, on viu a altituds d'entre 1.765 i 1.800 msnm. El seu hàbitat natural són les zones humides. Es desconeix si hi ha cap amenaça significativa per a la supervivència d'aquesta espècie. Aquest tàxon fou anomenat en honor del mastòleg neerlandès Antonius Marie Husson.